# Ruminantia
Il sottordine dei Ruminanti (Ruminantia Scopoli, 1777) include molti grandi erbivori come i bovini, le pecore, le capre, i cervi e le antilopi.
Questo gruppo di mammiferi è caratterizzato, in breve, dal possesso di uno stomaco concamerato (ovvero suddiviso in più specializzazioni quali reticolo, rumine, omaso ed abomaso) e dalla presenza del comportamento della ruminazione da cui deriva il nome del sottordine.
Non tutti i ruminanti appartengono però a Ruminantia; i cammelli ne sono un esempio. È noto inoltre che anche altri animali hanno sviluppato adattamenti simili a quelli dei ruminanti tra cui i canguri.

## Tassonomia
Ordine Artiodattili
- Sottordine Ruminantia[8]
  -     - Famiglia Amphimerycidae †

  - Infraordine Tragulina[9]
    - Famiglia Prodremotheriidae †
    - Famiglia Hypertragulidae †
      - Genere Hypertragulus †
      - Genere Hypisodus †
      - Genere Nanotragulus †
      - Genere Notomeryx † ?
      - Genere Parvitragulus †
      - Genere Simimeryx †

    - Famiglia Praetragulidae †
    - Famiglia Leptomerycidae †[10]
    - Famiglia Archaeomerycidae †
    - Famiglia Lophiomerycidae †[11]
      - Genere Indomeryx †
      - Genere Lophiomeryx †
      - Genere Nalameryx †
      - Genere Zhailimeryx †

    - Famiglia Tragulidae

  - Infraordine Pecora
    - Famiglia Moschidae
    - Famiglia Cervidae
    - Famiglia Giraffidae
    - Famiglia Antilocapridae
    - Famiglia Bovidae

### Schemi tassonomici[12][13][14][15][16]
|  | Tragulidae (cervo-topo) |
|  |                         |
|  | Pecora (capra Walia)    |
|  |                         |

|  | Hippopotamidae (ippopotami) |
|  |                             |
|  | Cetacea (balene)            |
|  |                             |

|  | Tragulidae (cervo-topo) |
|  |                         |
|  | Pecora (capra Walia)    |
|  |                         |

|  | Hippopotamidae (ippopotami) |
|  |                             |
|  | Cetacea (balene)            |
|  |                             |

|  | Tragulidae (cervo-topo) |
|  |                         |
|  | Pecora (capra Walia)    |
|  |                         |

|  | Hippopotamidae (ippopotami) |
|  |                             |
|  | Cetacea (balene)            |
|  |                             |

|  | Tragulidae (cervo-topo) |
|  |                         |
|  | Pecora (capra Walia)    |
|  |                         |

|  | Hippopotamidae (ippopotami) |
|  |                             |
|  | Cetacea (balene)            |
|  |                             |

|  | Tragulidae (cervo-topo) |
|  |                         |
|  | Pecora (capra Walia)    |
|  |                         |

|  | Hippopotamidae (ippopotami) |
|  |                             |
|  | Cetacea (balene)            |
|  |                             |

|  | Tragulidae (cervo-topo) |
|  |                         |
|  | Pecora (capra Walia)    |
|  |                         |

|  | Hippopotamidae (ippopotami) |
|  |                             |
|  | Cetacea (balene)            |
|  |                             |

|  | Tragulidae (cervo-topo) |
|  |                         |
|  | Pecora (capra Walia)    |
|  |                         |

|  | Hippopotamidae (ippopotami) |
|  |                             |
|  | Cetacea (balene)            |
|  |                             |

|  | Tragulidae (cervo-topo) |
|  |                         |
|  | Pecora (capra Walia)    |
|  |                         |

|  | Hippopotamidae (ippopotami) |
|  |                             |
|  | Cetacea (balene)            |
|  |                             |

|  | Antilocapridae |
|  |                |
|  | Giraffidae     |
|  |                |

|  | Cervidae                                              |
|  |                                                       |
|  | \| \| Bovidae \| \| \| \| \| \| Moschidae \| \| \| \| |
|  |                                                       |
|  | Bovidae                                               |
|  |                                                       |
|  | Moschidae                                             |
|  |                                                       |

|  | Bovidae   |
|  |           |
|  | Moschidae |
|  |           |

|  | Antilocapridae |
|  |                |
|  | Giraffidae     |
|  |                |

|  | Cervidae                                              |
|  |                                                       |
|  | \| \| Bovidae \| \| \| \| \| \| Moschidae \| \| \| \| |
|  |                                                       |
|  | Bovidae                                               |
|  |                                                       |
|  | Moschidae                                             |
|  |                                                       |

|  | Bovidae   |
|  |           |
|  | Moschidae |
|  |           |

|  | Antilocapridae |
|  |                |
|  | Giraffidae     |
|  |                |

|  | Cervidae                                              |
|  |                                                       |
|  | \| \| Bovidae \| \| \| \| \| \| Moschidae \| \| \| \| |
|  |                                                       |
|  | Bovidae                                               |
|  |                                                       |
|  | Moschidae                                             |
|  |                                                       |

|  | Bovidae   |
|  |           |
|  | Moschidae |
|  |           |

|  | Antilocapridae |
|  |                |
|  | Giraffidae     |
|  |                |

|  | Cervidae                                              |
|  |                                                       |
|  | \| \| Bovidae \| \| \| \| \| \| Moschidae \| \| \| \| |
|  |                                                       |
|  | Bovidae                                               |
|  |                                                       |
|  | Moschidae                                             |
|  |                                                       |

|  | Bovidae   |
|  |           |
|  | Moschidae |
|  |           |

## Abbondanza, distribuzione e addomesticamento
I ruminanti selvatici sono almeno 75 milioni e sono originari di tutti i continenti ad eccezione dell'Antartide e dell'Australia. Quasi il 90% di tutte le specie si trova in Eurasia e in Africa. Le specie abitano un'ampia gamma di climi (dal tropico all'artico) e di habitat (dalle pianure aperte alle foreste).
La popolazione di ruminanti domestici è superiore a 3,5 miliardi, con bovini, ovini e caprini che rappresentano circa il 95% della popolazione totale. Le capre furono addomesticate nel Vicino Oriente intorno all'8000 a.C. La maggior parte delle altre specie furono addomesticate nel 2500 a.C., nel Vicino Oriente o nell'Asia meridionale.

## Fisiologia dei ruminanti
Gli animali ruminanti hanno varie caratteristiche fisiologiche che consentono loro di sopravvivere in natura. Una caratteristica dei ruminanti sono i loro denti in continua crescita. Durante il pascolo, il contenuto di silice nel foraggio provoca l'abrasione dei denti. Ciò è compensato dalla continua crescita dei denti per tutta la vita del ruminante, a differenza degli esseri umani o di altri non ruminanti, i cui denti smettono di crescere dopo una determinata età. La maggior parte dei ruminanti non ha gli incisivi superiori; hanno invece uno spesso cuscinetto dentale per masticare a fondo il cibo a base vegetale.

## Tossicità dei tannini nei ruminanti
I tannini sono composti fenolici che si trovano comunemente nelle piante. Presenti nei tessuti delle foglie, dei germogli, dei semi, delle radici e del fusto, i tannini sono ampiamente distribuiti in molte specie diverse di piante. I tannini sono separati in due classi: tannini idrolizzabili e tannini condensati. A seconda della loro concentrazione e natura, entrambe le classi possono avere effetti negativi o benefici. I tannini possono essere utili, avendo dimostrato di aumentare la produzione di latte, la crescita della lana, il tasso di ovulazione e la percentuale di agnelli, oltre a ridurre il rischio di gonfiore e ridurre il carico di parassiti interni.
I tannini possono essere tossici per i ruminanti, in quanto precipitano le proteine, rendendole indisponibili per la digestione, e inibiscono l'assorbimento dei nutrienti riducendo le popolazioni di batteri ruminali proteolitici. Livelli molto elevati di assunzione di tannini possono produrre tossicità che possono anche causare la morte. Gli animali che normalmente consumano piante ricche di tannini possono sviluppare meccanismi difensivi contro i tannini stessi. Alcuni ruminanti (capre, cervi, alci) sono in grado di consumare cibi ricchi di tannini (foglie, ramoscelli, cortecce) grazie alla presenza nella loro saliva di certe proteine.

## Importanza religiosa
La Legge di Mosè nella Bibbia permetteva di mangiare alcuni mammiferi che avevano gli zoccoli fessi (cioè membri dell'ordine degli Artiodattili) e "che ruminavano", una clausola conservata fino ad oggi nelle leggi alimentari ebraiche.

## Ruminanti e cambiamento climatico
Il metano è prodotto da un tipo di archaea, chiamato metanogeni, che viene rilasciato nell'atmosfera. Il rumine è il principale sito di produzione di metano nei ruminanti. Il metano è un forte gas serra con un potenziale di riscaldamento globale di 86 rispetto alla CO2 su un periodo di 20 anni.
Come sottoprodotto del consumo di cellulosa, i bovini eruttano metano, restituendo così nell'atmosfera il carbonio preso dalle piante. Dopo circa 10-12 anni, quel metano viene scomposto e riconvertito in CO2. Una volta convertite in CO2, le piante possono nuovamente eseguire la fotosintesi e fissare nuovamente quel carbonio nella cellulosa. Da qui il bestiame può mangiare le piante e il ciclo ricomincia. In sostanza, il metano ruttato dal bestiame non aggiunge nuovo carbonio all'atmosfera. Piuttosto fa parte del ciclo naturale del carbonio attraverso il ciclo del carbonio biogenico.
Nel 2010 la fermentazione enterica (un processo digestivo mediante il quale i carboidrati vengono scomposti dai microrganismi in molecole semplici per l'assorbimento nel flusso sanguigno di un animale) rappresentava il 43% delle emissioni totali di gas serra da tutte le attività agricole nel mondo, il 26% delle emissioni totali di gas serra dall'attività agricola negli Stati Uniti e il 22% delle emissioni totali di metano negli Stati Uniti. La carne di ruminanti allevati a livello nazionale ha un'impronta di carbonio più elevata rispetto ad altre carni o fonti proteiche vegetariane sulla base di una meta-analisi globale di studi di valutazione del ciclo di vita. La produzione di metano da parte di animali da carne, principalmente ruminanti, è stimata al 15-20% della produzione globale di metano, a meno che gli animali non siano stati cacciati in natura. La moderna popolazione domestica di bovini da carne e da latte negli Stati Uniti è di circa 90 milioni di capi, circa il 50% in più rispetto al picco della popolazione selvatica di bisonti americani di 60 milioni di capi nel 1700, che vagava principalmente per la parte del Nord America che ora costituisce gli Stati Uniti.

## Galleria d'immagini

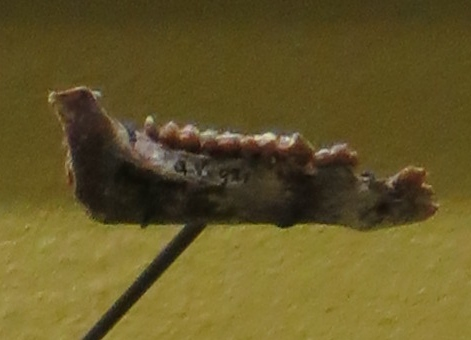
Fossile di Amphimeryx collotarsus
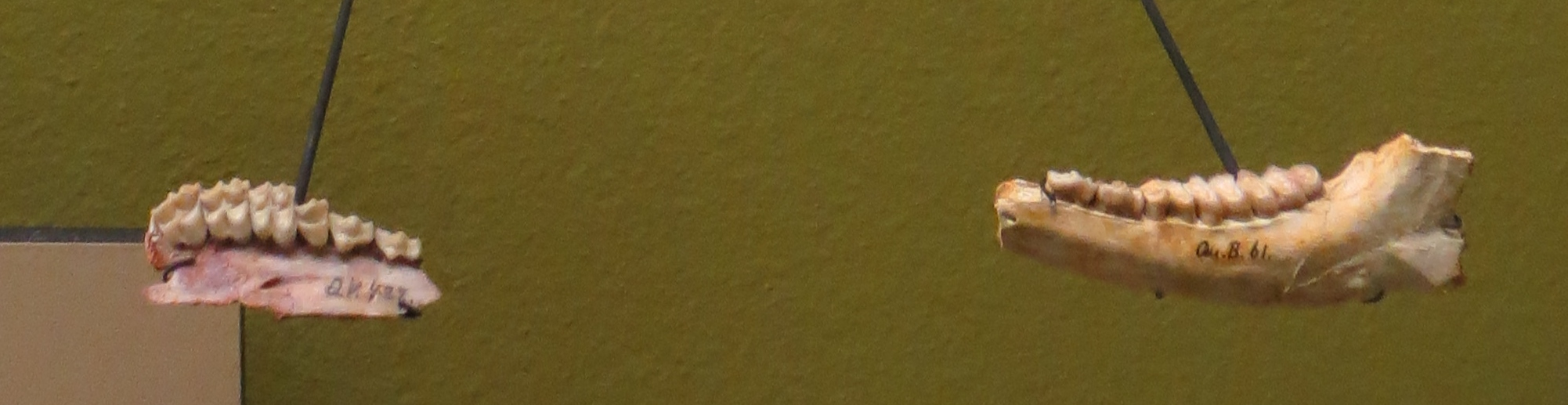
Fossile di Prodermotherium
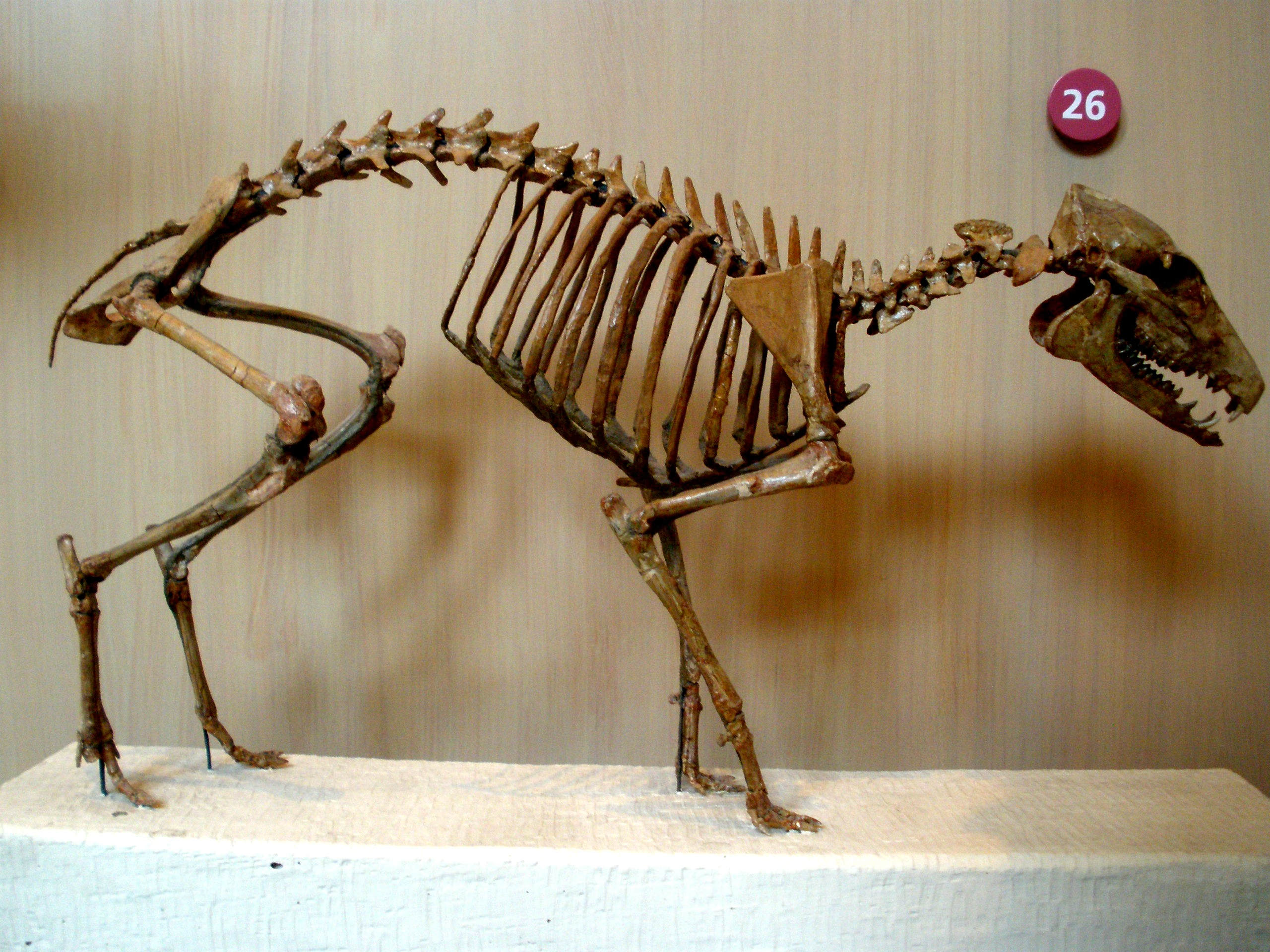
Hypertragulus calcaratus
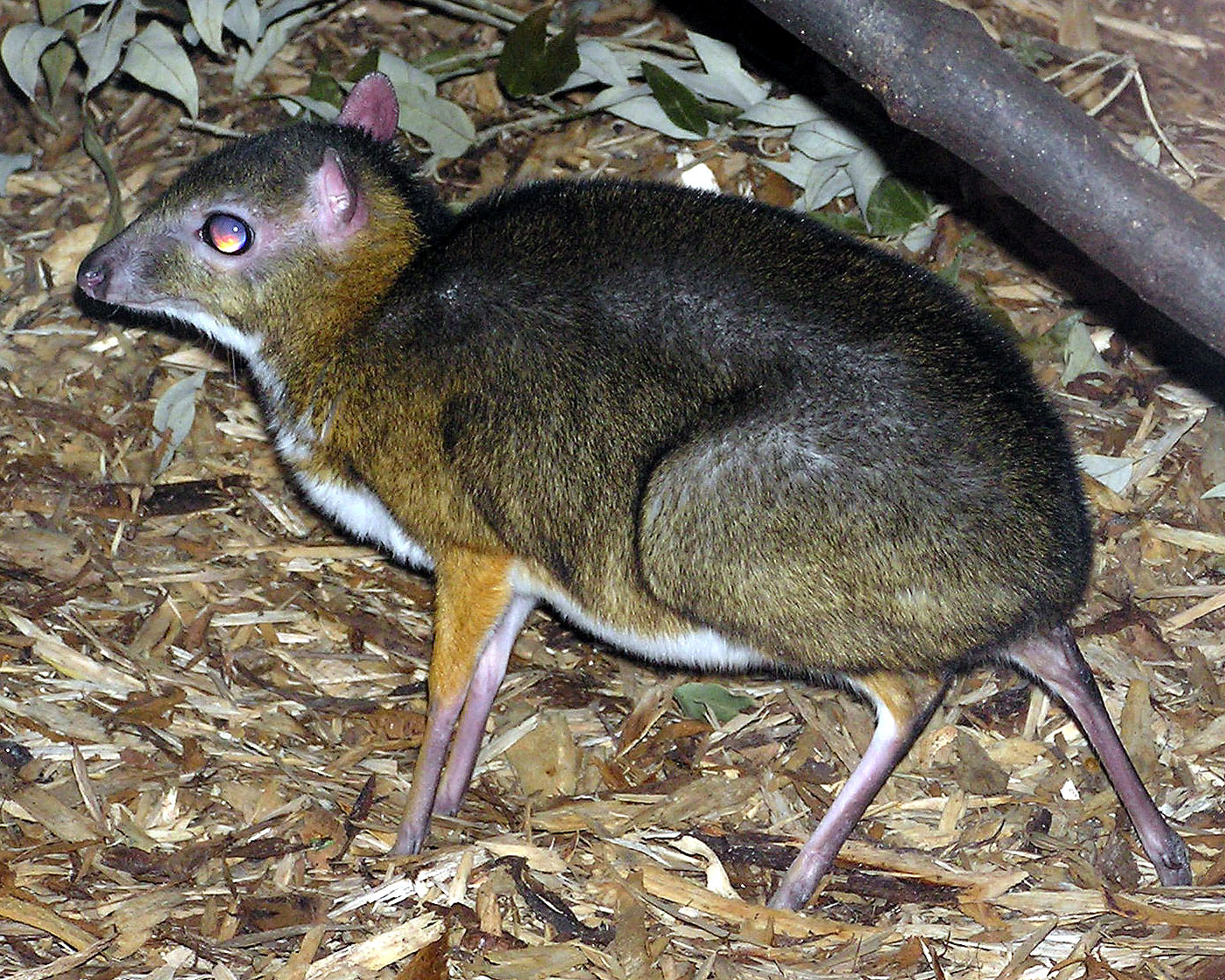
Tragulus javanicus (Tragulidae)
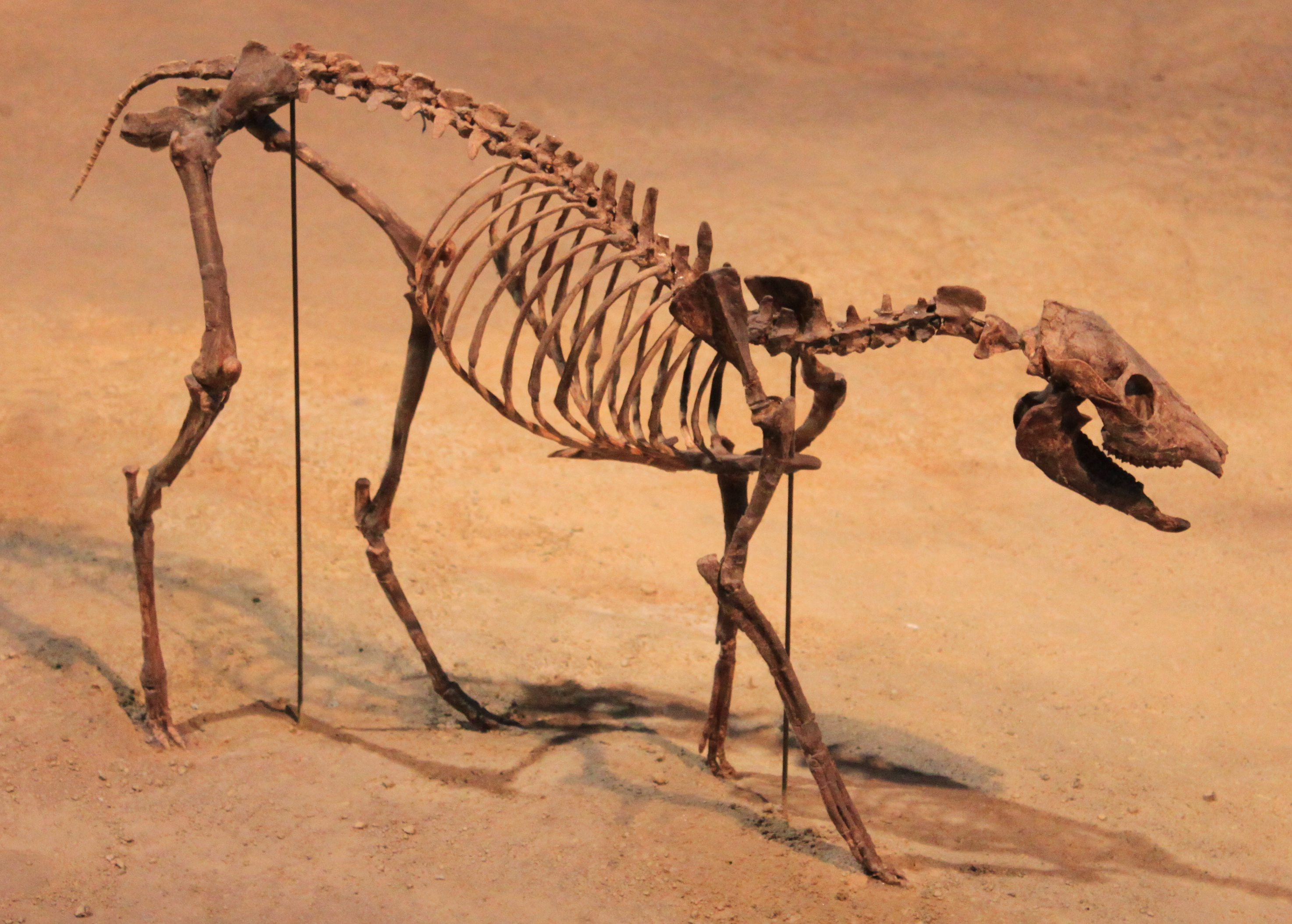
Leptomeryx
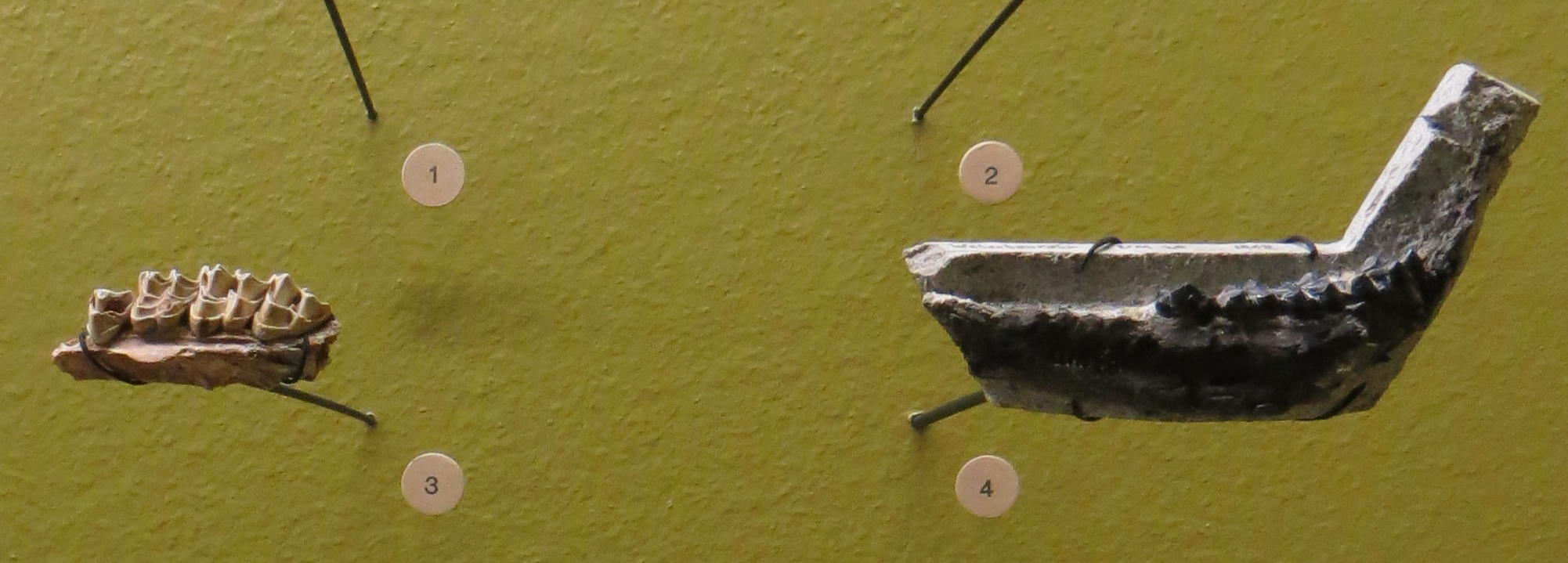
Fossili di Lophiomeryx
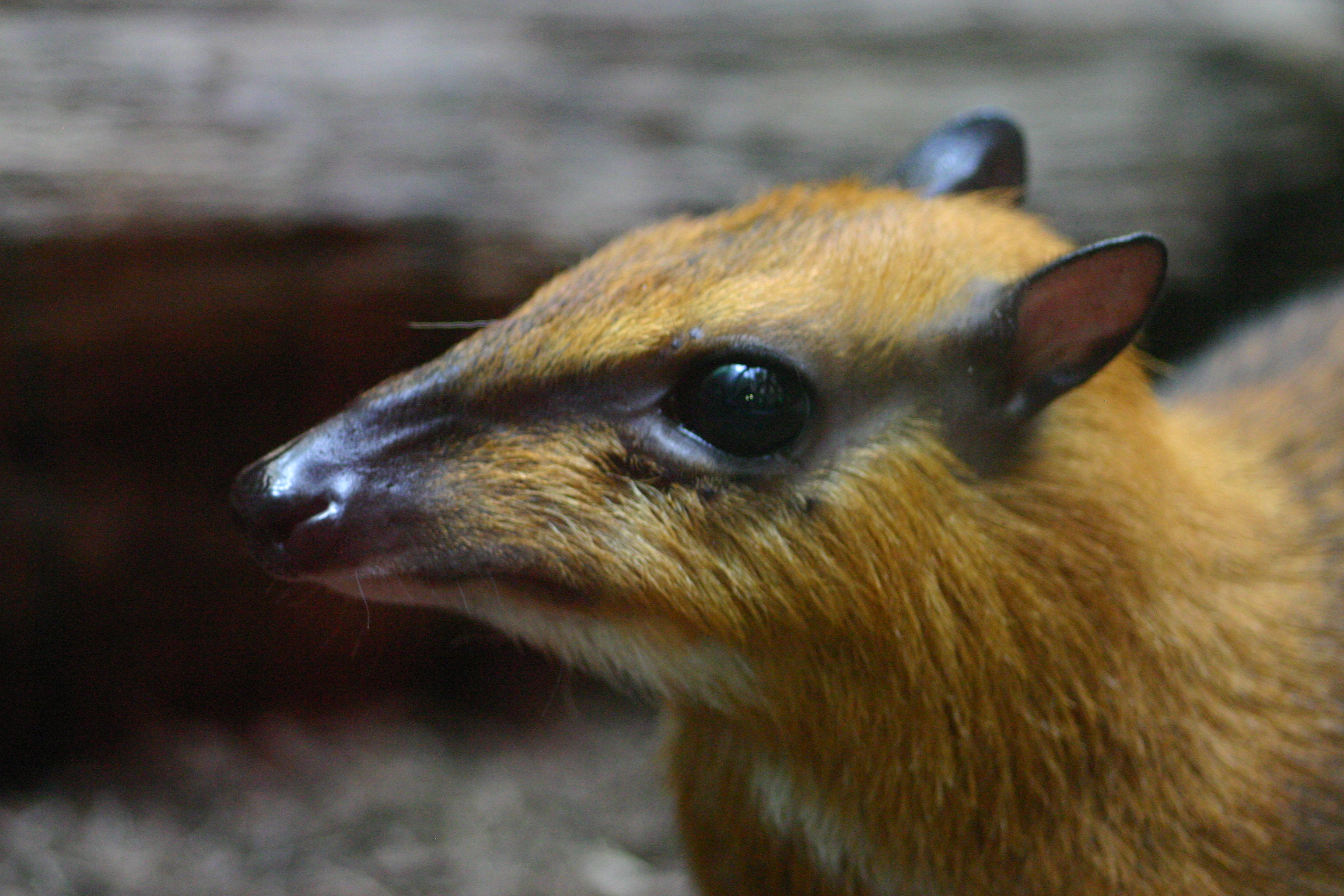
Tragulus napu (Tragulina)
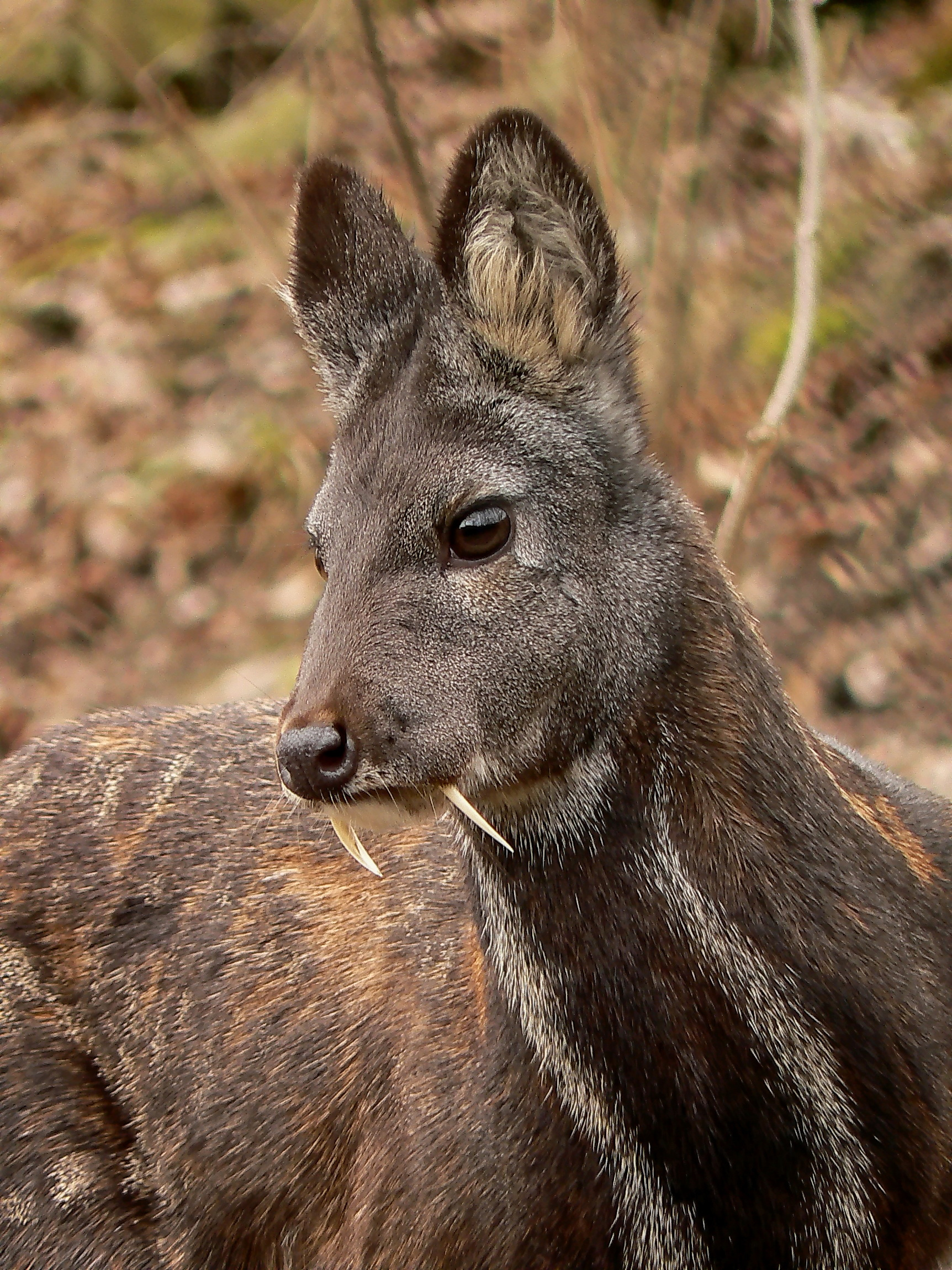
Moschus moschiferus (Moschidi)
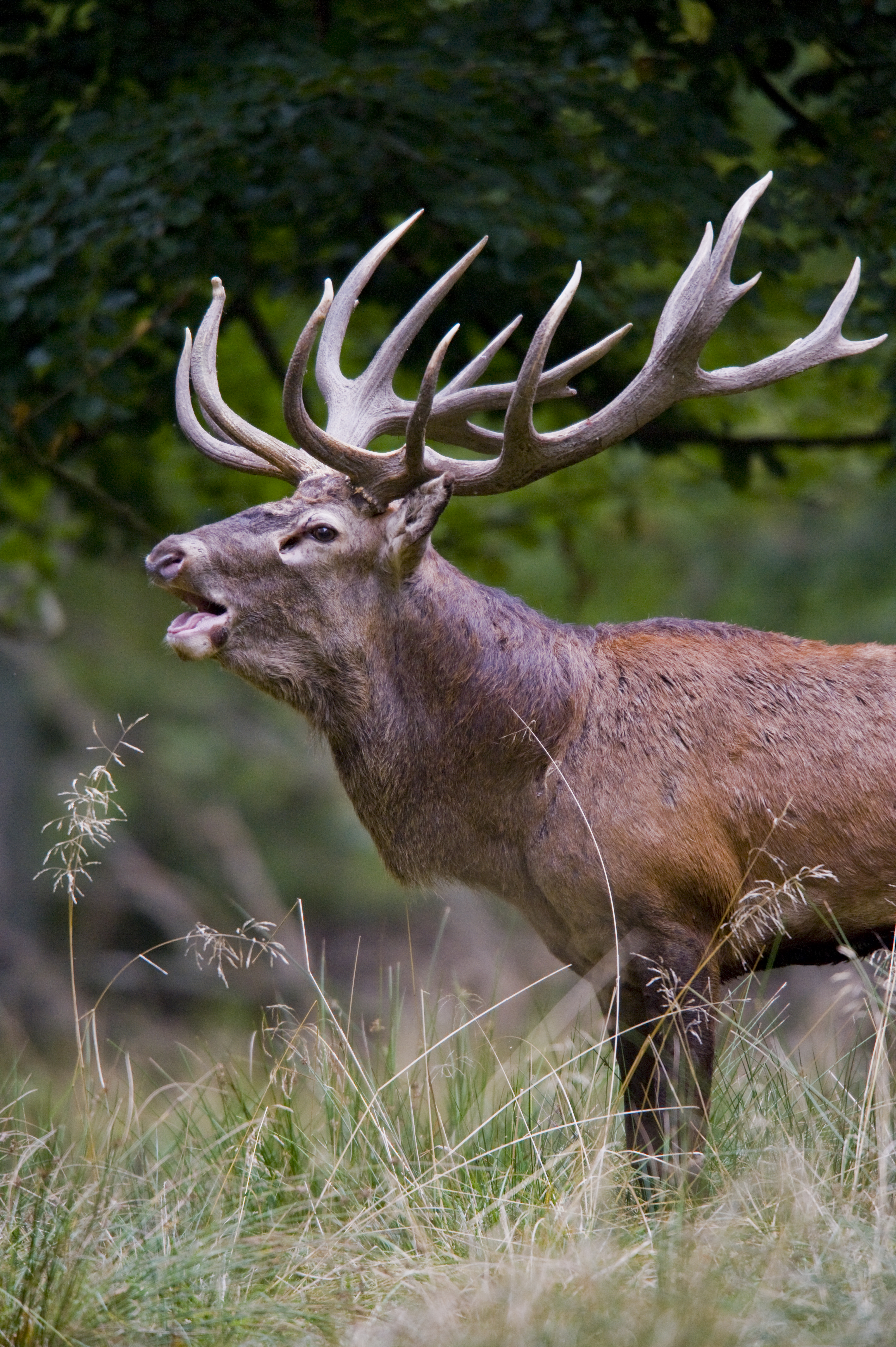
Cervus elaphus (Cervidae)
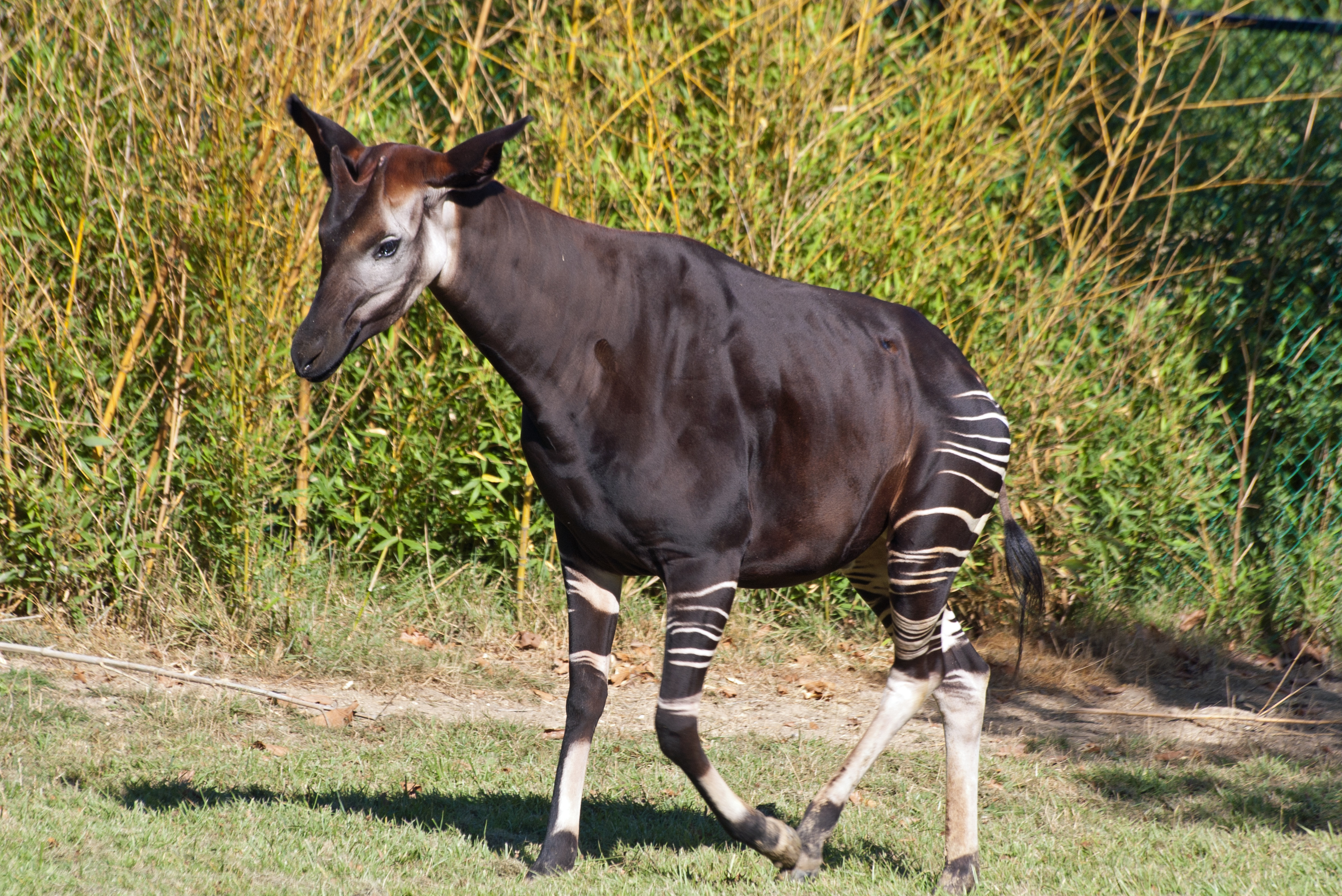
Okapia johnstoni (Giraffidae)
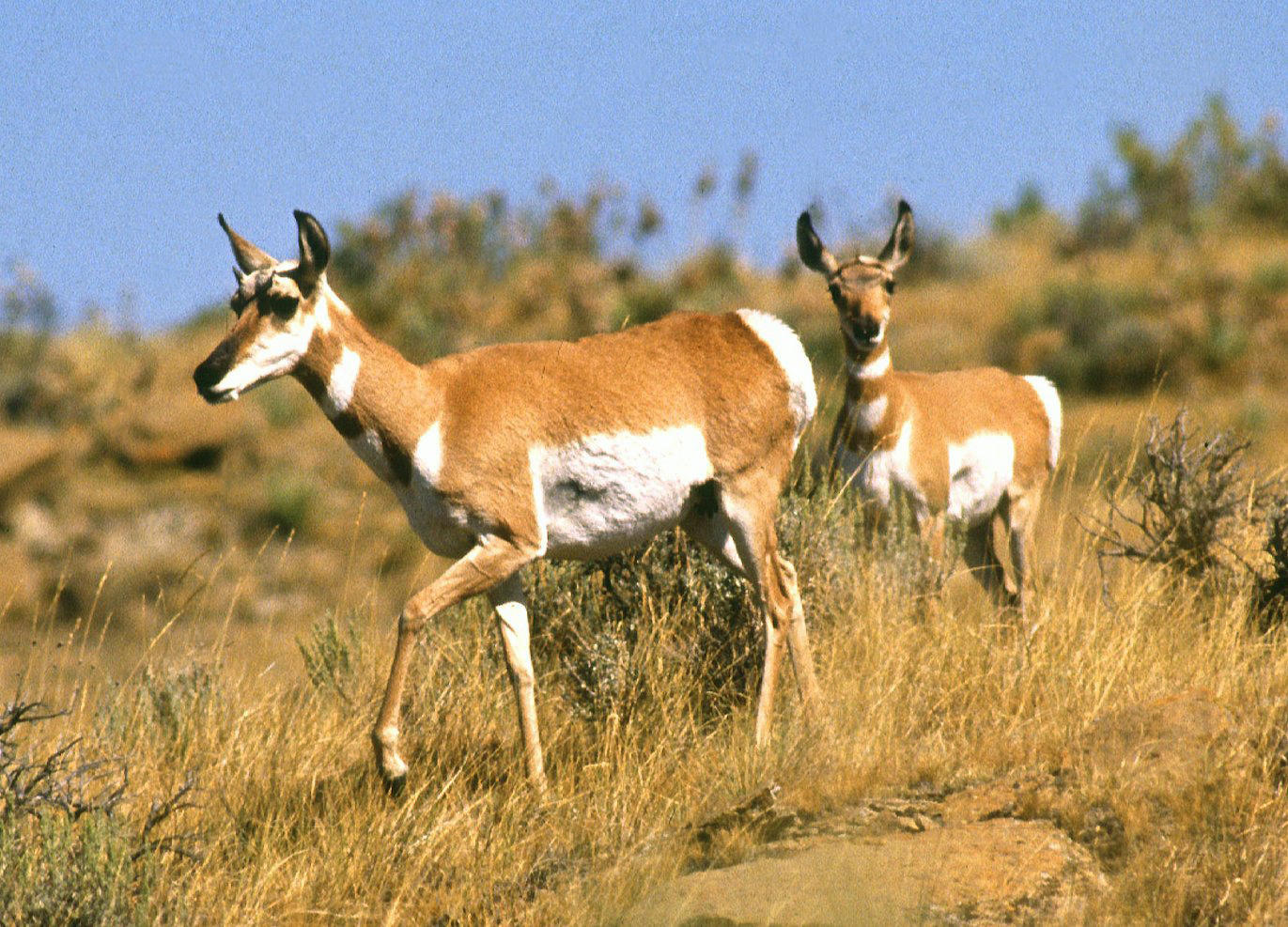
Antilocapridae
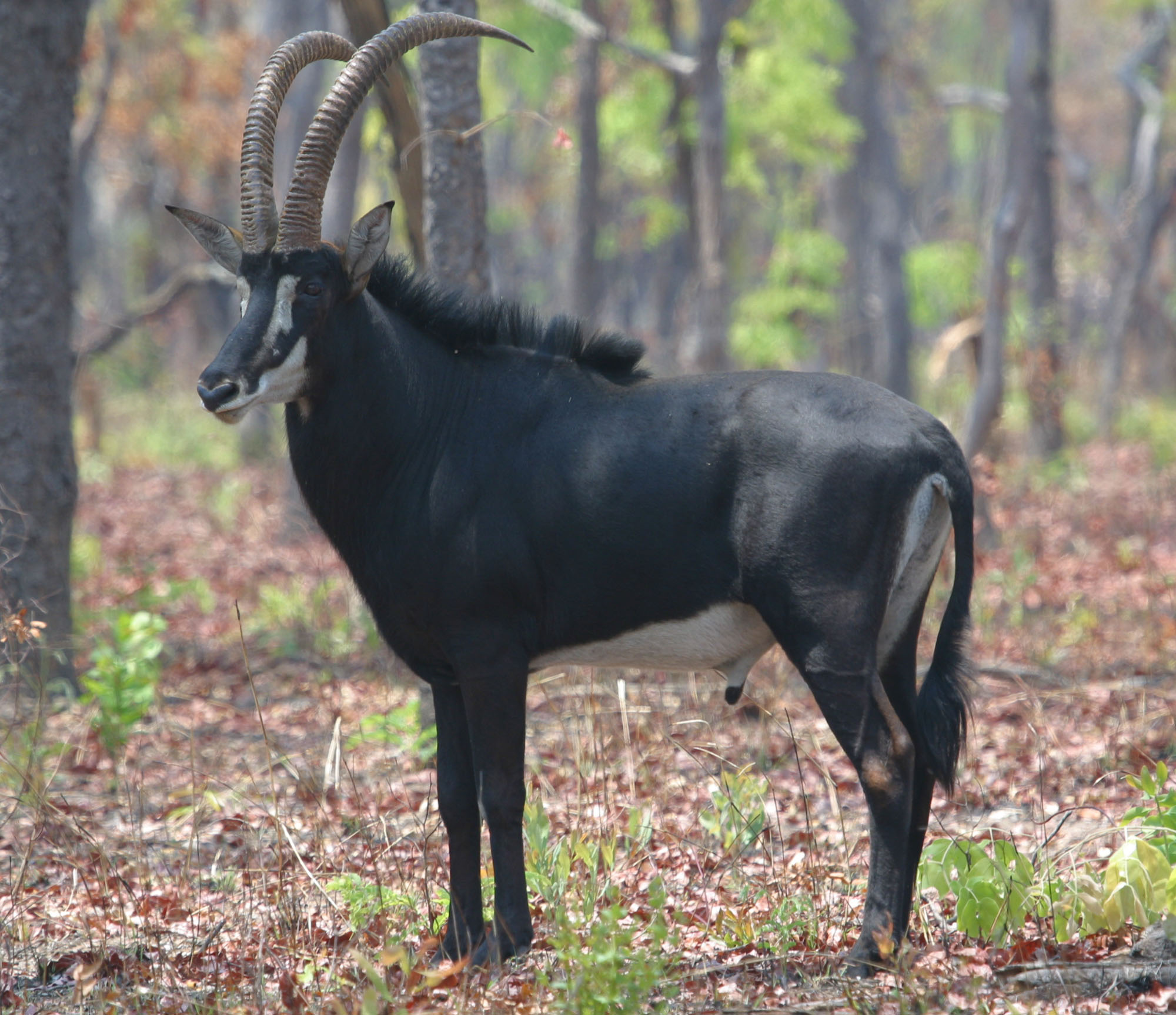
Antilope nera (Bovidae)
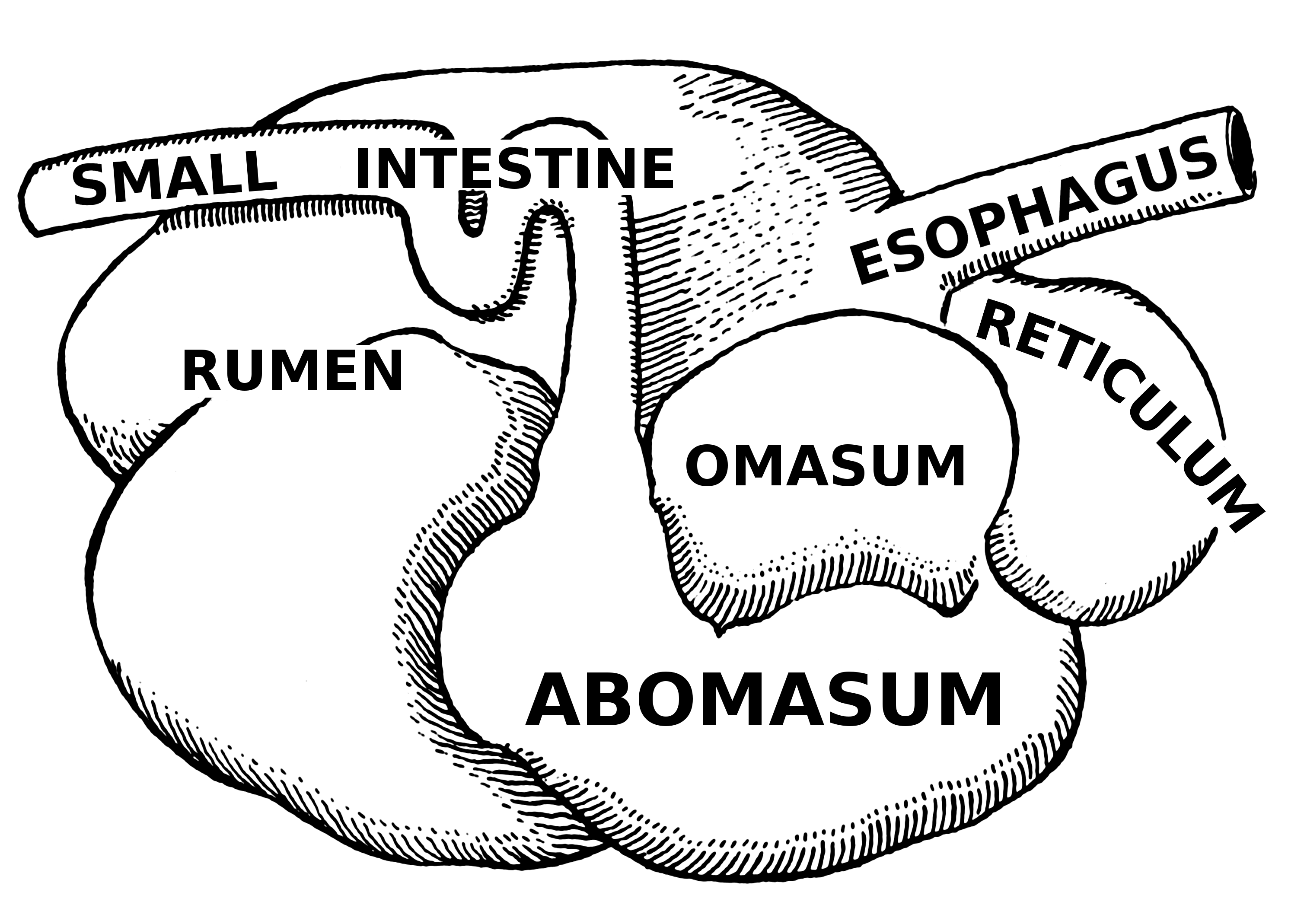
Illustrazione stilizzata di un apparato digerente di ruminanti